# سداة

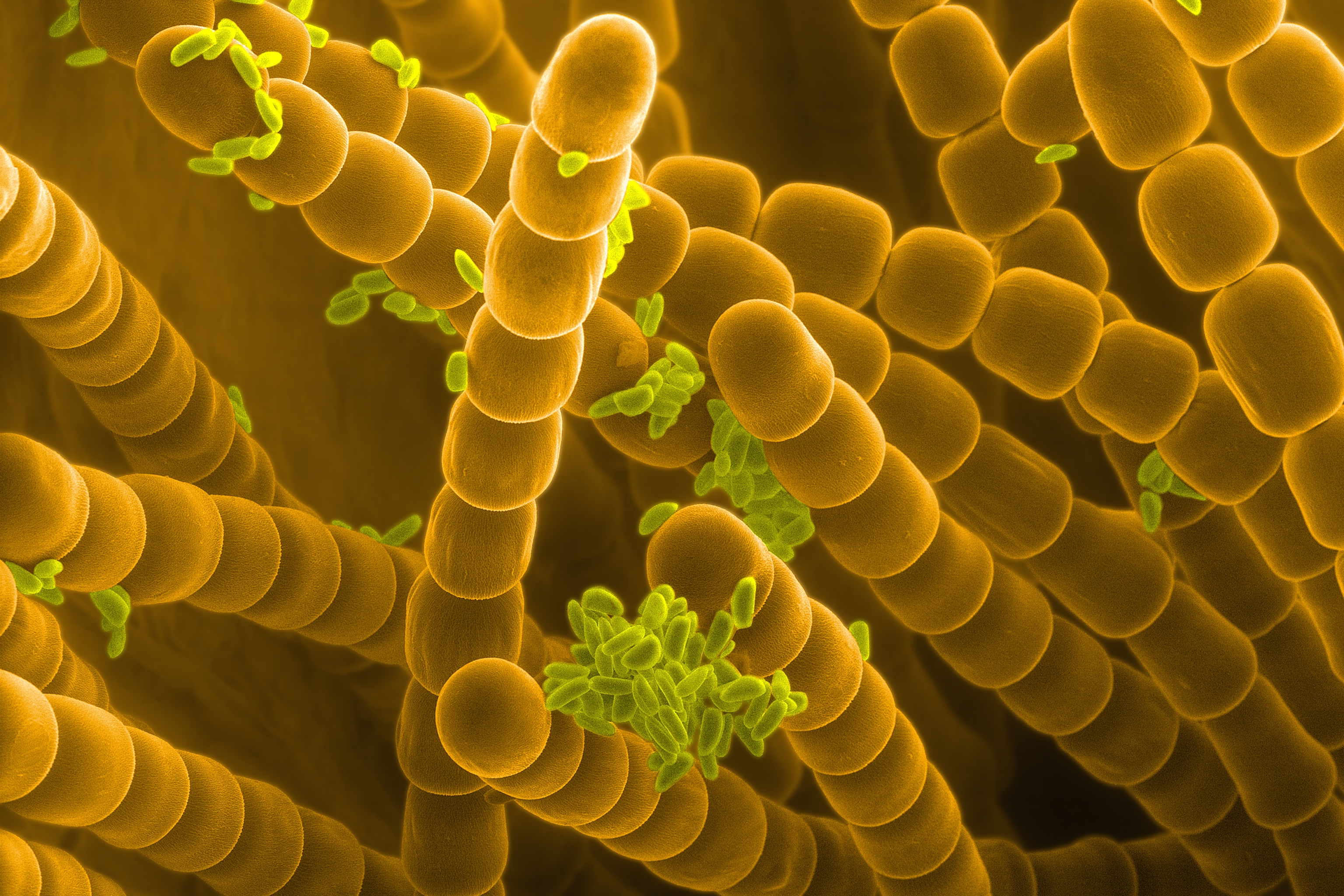
تحت مجهر إلكتروني ماسح.

السَّداة (بالإنجليزية: Stamen)‏ (و جمعها أسدية) هي عضو التذكير في الزهرة وتسمى مجموعة الأسدية بالعَطِيل أو الجُشّ أو الكُشّ (بالإنجليزية: Androecium)‏.
تتكون كل سداة من متك أو مئبر (بالإنجليزية: Anther)‏ وخُوَيط أو خيط رفيع (بالإنجليزية: Filament)‏ يرتكز عليه هذا المتك. المتك جزء منتفخ تتكون بداخله حبوب اللقاح ضمن أكياس طلعية. تتصل نهاية الخيط الرفيع السفلى بالتخت. في بعض الأحيان، قد تلتحم الأسدية بخيوطها ومتوكها وتلتحم بالبتلات وتسمى الأسدية فوق بتلية (بالإنجليزية: Epipetalous)‏.
تختلف الأسدية عن بعضها في طريقة توضعها على كرسي. وقد يكون عدد الأسدية إما مساوٍ لعدد البتلات أو ضعف عددها.

## انظر أيضًا

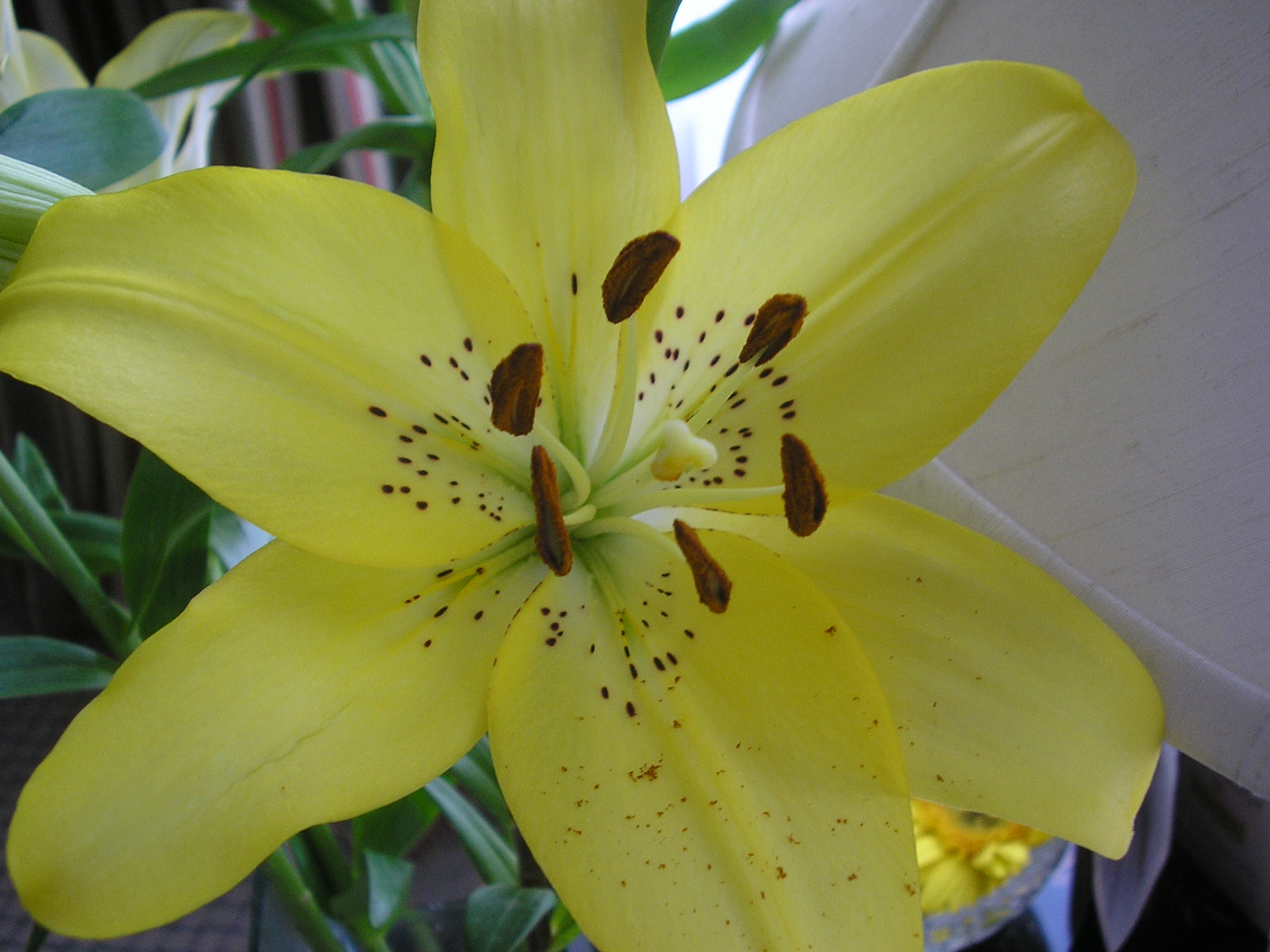
زهرة زنبق تحتوي على عطيل مكون من ست أسدية عليها حبوب لقاح ويظهر المتاع في مركز الزهرة